# Vlag van Härjedalen
De vlag van Härjedalen kan verwijzen naar drie verschillende vlaggen.

## Vlag van het landschap Härjedalen
De vlag van het landschap Härjedalen is een rechthoekige banier van het wapen van deze Zweedse landschap. De vlag bestaat uit een wit veld met een zwart aambeeld met de hoorn naar beneden gericht, bedekt met een rode plaat metalen, vergezeld aan de rechterkant door een zwarte smeedstaaf en aan de linkerkant door twee zwarte smeedhamers met rode handvaten, de bovenste omgevallen.
Bij de Verdrag van Brömsebro in 1645 ging Härjedalen over van Noors naar Zweeds bezit, maar op dat moment bestond er nog geen wapen voor de provincie en ook niet voor de begrafenis van Karl X Gustav in 1660. Er is een zegel uit 1647 gedocumenteerd en de afbeelding ervan wordt aan het eind van de 18e eeuw als wapen genoemd. De gereedschappen (die verwijzen naar de limonietproductie van het graafschap) zijn helemaal anders geplaatst en er is ook een aambeeld opgenomen.

## Onofficiële streekvlag van Härjedalen
Er is ook een onofficiële versie van de vlag van Härjedalen. Het is een Scandinavische kruisvlag, zoals die vooral in de Scandinavische landen te vinden is. Er is een geel kruis op een zwarte achtergrond, dat naar de vlaggenmast is verschoven.
De vlag is ontworpen door Härjedalen toerismemanager Hans Stergel in het begin van de jaren 1970. De kleuren zijn ontleend aan de reclamecampagne Härliga Härjedalen (Nederlands: Prachtig Härjedalen). De slogan Fria Härjedalen ("Vrij Härjedalen"), die populair is bij lokale patriotten, wordt sinds het midden van de jaren 60 in de kleuren zwart en geel gepresenteerd. De vlag is gemaakt als tegenreactie op het culturele en marketingproject van de Republiek Jämtland en is bedoeld om de onafhankelijkheid van Härjedalen van Jämtlands län aan te tonen.
Een alternatief ontwerp komt overeen met de onofficiële vlag met een omgekeerd kleurenschema: een zwart kruis op een gele achtergrond.